# Thiriya Nizamat Khan
Thiriya Nizamat Khan è una suddivisione dell'India, classificata come nagar panchayat, di 19.251 abitanti, situata nel distretto di Bareilly, nello stato federato dell'Uttar Pradesh.